# Acroceridae
Acroceridae Leach, 1815 è una piccola famiglia cosmopolita di Insetti dell'ordine dei Ditteri (Brachycera: Nemestrinoidea). Affine ai Nemestrinidae, questa famiglia è caratterizzata dalla forma bizzarra degli adulti, dal loro regime dietetico nettarivoro e dal comportamento delle larve, parassitoidi dei Ragni.

## Descrizione
La morfologia degli Acroceridae è caratterizzata dalla forma bizzarra, tozza e sproporzionata del corpo. Le dimensioni variano notevolmente, da minimi di 2,5 mm a massimi di 3 cm. La livrea è anch'essa variabile, con colori misti che in genere comprendono tinte scure, dal nero al bruno, alternate a tinte chiare, dal giallo al bianco, oppure con colorazioni metalliche blu, verdi o porpora. Spesso ricorre l'aposematismo, con l'imitazione di imenotteri vespoidei. Il tegumento è in genere rivestito da una densa peluria, ma non presenta setole lunghe.
Il capo è metagnato, sproporzionatamente piccolo e posizionato sotto la proiezione anteriore del torace; alla vista dorsale è visibile solo in parte. Gli occhi sono generalmente a contatto in corrispondenza del vertice (capo oloptico in entrambi i sessi e sono ben sviluppati, occupando gran parte del capo. Le antenne sono brevi, di tipo aristato, non percepibili alla vista dorsale per la posizione metagnata del capo. L'apparato boccale è di tipo succhiante, talvolta ben sviluppato in lunghezza, adatto alla suzione del nettare, a volte invece rudimentale.
Il torace, molto più ampio del capo ma più stretto dell'addome, è fortemente convesso e sovrasta anteriormente il capo. Le zampe sono relativamente piccole e presentano pretarsi trilobati, con due pulvilli e un lobo mediano tipo arolio. Le ali hanno vario sviluppo, ma in genere proporzionalmente piccole in rapporto al corpo; presentano la regione anale poco pronunciata e l'alula ben sviluppata. La caliptra inferiore è molto ampia e nasconde il bilanciere.
L'addome è molto ampio, di forma globosa o oblunga, con profilo posteriore ottuso e arrotondato. In genere è marcato da colorazioni in contrasto a bande trasversali. Le femmine hanno ovopositore di sostituzione formato dagli ultimi uriti telescopici.
La nervatura alare presenta struttura e morfologia eterogenee e non esiste un modello rappresentativo per la generalità della famiglia. Nei generi più rappresentativi per numero di specie e diffusione, Ogcodes e Acrocera si verifica una più o meno incisiva semplificazione della struttura, con la riduzione della ramificazione nelle nervature longitudinali e la scomparsa di alcune vene trasversali e, di conseguenza, la riduzione delle cellule chiuse. Alcuni generi, meno rappresentativi per numero di specie, possiedono tuttavia una nervatura più complessa fino alla presenza di cellule chiuse inusuali per la comparsa di vene trasversali supplementari. In ogni modo la nervatura presenta in genere delle specificità che rende facile, insieme ad altri macroscopici caratteri morfologici, l'identificazione di una specie di questa famiglia. In generale si riscontrano i seguenti caratteri:
- costa: si interrompe generalmente prima dell'apice dell'ala; in alcuni generi (es. Acrocera, Pterodontia) può presentare una struttura complessa, con una proiezione parallela al margine in cui confluiscono la subcosta e i primi rami della radio.
- subcosta: termina in corrispondenza della metà del margine costale o nella metà distale;
- radio: può presentare da uno a quattro rami raggiungenti il margine; R1 è sempre presente. Settore radiale incompleta (Ogcodes) o suddivisa in 2 o 3 rami: R2+3 può essere presente o meno e raggiunge il margine; R4+5 è in genere presente, indivisa o biforcata. In alcune specie (Ocnaea) il ramo R5 tende a convergere su M1, talvolta fino a fondersi;
- media: generalmente completa, può essere più o meno ramificata e può assumere una morfologia eterogenea. Ad esempio, in Ogcodes è generalmente suddivisa in due rami, di cui quello anteriore può essere incompleto, con base debole o del tutto assente; in Acrocera e Pterodontia è in generale indivisa; in Ocnaea si suddivide in quattro rami, con M3 e M4 convergenti in un breve tratto terminale comune;
- cubito e anale: generalmente presenti e complete, possono convergere in un breve tratto terminale comune, oppure sono incomplete e distinte;
- nervature trasversali tipiche: la radio-mediale (r-m) è assente o appena accennata in Ogcodes, generalmente presente in tutti gli altri generi. La mediale (m-m) è presente in alcuni generi (es. Ocnaea), ma in quelli più rappresentativi è assente per la semplificazione delle ramificazioni della media. La medio-cubitale (m-cu) è in genere presente, ad eccezione di alcune specie di Ogcodes, in cui può essere molto debole o del tutto assente;
- nervature trasversali supplementari. In diversi generi compare una radio-mediale supplementare fra il ramo R4+5 e il ramo M1 con conseguente suddivisione della prima cellula posteriore in due cellule. Talvolta è presente una nervatura settoriale che connette i due rami del settore radiale;

| |          |
| Ogcodes | Acrocera |
| Differenti gradi di complessità della nervatura alare degli Acroceridae. Nervature longitudinali: C: costa; Sc: subcosta; R: radio; M: media; Cu: cubito; A: anale. Nervature trasversali: r-m: radio-mediale; m-m: mediale; m-cu: medio-cubitale. Cellule: d: discale; br: 1ª basale; bm: 2ª basale; r4+5, r5: 1ª posteriore; m3: 4ª posteriore; cup: cellula cup. |          |
| Pterodontia | Ocnaea   |
| |          |

- cellule basali (br e bm): sono generalmente presenti e chiuse; l'eventuale assenza della radio-mediale e/o della medio-cubitale determina la mancata chiusura di queste cellule;
- cellula discale: è assente nei generi più rappresentativi (Ogcodes, Acrocera, Pterodontia), mentre negli altri generi è presente in relazione alla complessità della ramificazione della media e alla presenza della vena trasversa mediale;
- cellula cup: è in genere presente, ma può essere aperta o chiusa in funzione dello sviluppo della cubito e dell'anale e della loro convergenza. L'eventuale chiusura si verifica in prossimità del margine posteriore;
- cellule supplementari chiuse: possono comparire in subordine alla presenza delle trasverse supplementari e/o alla convergenza di alcuni rami. In particolare può essere presente una cellula r4+5 delimitata dalla seconda radio-mediale (es. Ocnaea, Pterodontia). La prima cellula posteriore r5 può essere chiusa dall'eventuale convergenza di R5 e M1 e la quarta cellula posteriore m3 dalla convergenza di M3 e M4.

## Biologia

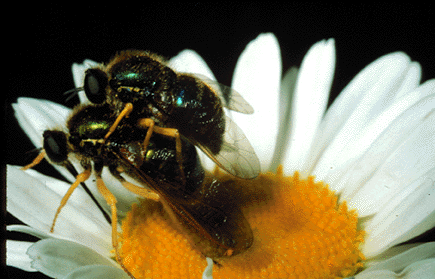
Accoppiamento.

Le larve sono parassitoidi endofaghe a spese dei Ragni. Le uova sono deposte, secondo il genere, su differenti substrati (sulla vegetazione o sul terreno), ma in prossimità di insediamenti del possibile ospite. La larva di 1ª età, detta planidio, si muove attivamente alla ricerca di un ospite e quando lo trova lo aggredisce penetrandovi all'interno e insediandosi nel polmone a libro, attraverso il quale potrà approvvigionarsi dell'aria. Il rapporto di parassitismo può durare a lungo, anche per diversi anni, e in genere il ragno raggiunge l'età adulta prima di morire. Talvolta ricorre il superparassitismo, con uno stesso ospite parassitizzato da oltre 10 larve.
Lo sviluppo postembrionale si svolge in quattro stadi. La larva di 4ª età lo completa divorando completamente i fluidi interni dell'ospite e provocandone la morte. A maturità fuoriesce e si impupa nelle immediate vicinanze, in genere in una ragnatela costruita dallo stesso ospite. Come in tutti i brachiceri inferiori, riconducibili al gruppo degli Orthorrhapha, la pupa è anoica, ovvero priva di qualsiasi protezione.
Gli adulti degli Acroceridae hanno una vita breve, in genere limitata a circa una settimana. Si nutrono di nettare, ma in alcune specie, caratterizzate dallo sviluppo rudimentale dell'apparato boccale, gli adulti non si alimentano. Gli Acroceridae nettarivori sono portati a visitare più fiori e possono svolgere un ruolo più o meno importante nell'impollinazione incrociata di alcune specie botaniche. Gli accoppiamenti si verificano 1-2 giorni dopo lo sfarfallamento e si svolgono in volo o sulla vegetazione. Le femmine depongono uova di piccolissime dimensioni (microtipiche) in numero elevato (fino ad oltre 5000 per femmina).

## Sistematica e diffusione
Tradizionalmente inclusi nella coorte degli Orthorrhapha, gli Acroceridae sono strettamente correlati filogeneticamente ai Nemestrinidae e furono inseriti da Willi Hennig nella superfamiglia dei Nemestrinoidea. È controversa la posizione sistematica a livello di infraordine, rappresentata secondo l'Autore dall'inclusione fra i Tabanomorpha o fra i Muscomorpha o, negli schemi che li contemplano, fra gli Asilomorpha.
La famiglia, poco numerosa, comprende 520 specie, di cui molte sono rare o endemiche. Si suddivide in tre sottofamiglie, comprendenti 50 generi:
- Acrocerinae
- Panopinae
- Philopotinae

Malgrado il limitato numero di specie, la famiglia è rappresentata in tutte le regioni zoogeografiche; gli Acroceridae sono tuttavia poco frequenti e non si rinvengono facilmente. Generi con ampia distribuzione, rappresentati in tutte le regioni zoogeografiche, sono Ogcodes, che comprende circa 90 specie, e Pterodontia, con circa 25 specie. Anche il genere Acrocera, comprendente circa 60 specie, ha un'ampia distribuzione, ma è assente nella regione australasiana.
In Europa sono presenti 34 specie, distribuite fra otto generi (Acrocera, Astomella, Corononcodes, Cyrtus, Ogcodes, Oligoneura, Opsebius, Pterodontia). In Italia sono presenti i generi Acrocera, Astomella, Corononcodes, Ogcodes e Opsebius, con 15 specie segnalate.